# Kaizuka
Kaizuka (japanska: 貝塚市?, Kaizuka-shi) är en stad i Osaka prefektur i Japan. Staden fick stadsrättigheter 1943